# Arenomydas callosus
Arenomydas callosus är en tvåvingeart som först beskrevs av Christian Rudolph Wilhelm Wiedemann 1828.  Arenomydas callosus ingår i släktet Arenomydas och familjen Mydidae. Inga underarter finns listade i Catalogue of Life.